# Patronym
 Der er for få eller ingen kildehenvisninger i denne artikel, hvilket er et problem. Du kan hjælpe ved at angive troværdige kilder til de påstande, som fremføres i artiklen.

Et patronym eller patronymikon (af græsk pater (fader) og -onyma (navn)) er et efternavn dannet fra ens fars eller tidligere mandlige slægtninges fornavn. Sådanne navne består som regel af slægtningens navn efterfulgt af den yngre persons slægtsforhold til den ældre. For eksempel var Leif Eriksen søn af Erik den Røde. Efternavnet skifter i hver generation efter faderens fornavn. Et metronym er det tilsvarende med ens mors eller tidligere kvindelige slægtninges fornavn.
Patronymer har været brugt mange steder, blandt andet historisk i Skandinavien. De anvendes stadig i bl.a. den færøske og islandske navnetradition. Eksempler fra andre dele af verden inkluderer arabiske navne med "ibn" (ibn Abihi, ibn Saud, ibn Sheik), etiopiske navne (hvor man tager sin fars navn som efternavn uden affiks), irske navne med "Fitz-" (Fitzgerald, Fitzpatrick, Fitzroy), russiske navne med "-ov" (Markov, Petrov, Sokolov), og spanske navne med "-ez" (Cortez, Rodriguez, Sanchez).

## I Danmark
Patronymer blev traditionelt brugt i Danmark. Oprindeligt var endelserne "-søn" for mænd og "-datter" (eller i nogle tilfælde "-dotter") for kvinder, nogle gange med "-s-" som bindebogstav. Ofte sås navne med endelsen "-datter" skrevet i to ord, f.eks. "Maren Hans Datter".[kilde mangler] Mellem 1750 og 1800 blev "-søn" gradvist afløst af "-sen". Omkring 1800 begyndte man i byerne også at bruge endelsen "-sen" til piger, og denne skik bredte sig efterhånden. Hvis for eksempel en mand ved navn Jens Hansen (eller Hanssøn) havde en søn ved navn Erik, ville sønnens efternavn være Jensen eller Jenssøn. Hvis Erik senere fik en søn ved navn Thomas, ville hans efternavn være Eriksen eller Erikssøn. Hvis Erik også fik en datter ved navn Lene, ville hendes efternavn være Eriksdatter eller Eriksdotter.
I 1771 indførte Johann Friedrich Struensee en lov om fast slægtsnavn i hertugdømmerne. Han planlagde formodentlig en lignende lov for kongeriget, men blev henrettet før dette kunne ske. Dåbsforordningen af 1828 indførte faste slægtsnavne i Danmark, hvorefter brugen af patronymer gradvist ophørte, men det tog sin tid. Sene eksempler på patronymisk navngivning i Danmark kan findes i Nordvestjylland omkring 1882, i Nordby på Samsø i 1888 og i Albæk Sogn i det østlige Vendsyssel i 1894.[kilde mangler] Loven af 1828 bestemte også, at det på den tid anvendte patronym kunne anvendes som fremtidigt slægtsnavn. I så fald var det dog et krav, at endelsen skulle være "-sen" både for mænd og kvinder. Dette er oprindelsen til de mange danske sen-navne som Jensen og Hansen.
Den nuværende danske navnelov, der trådte i kraft den 1. april 2006, åbnede igen mulighed for at bruge patronymer som efternavne. Ifølge denne lov kan et patronym dannes af enten faderens eller moderens fornavn efterfulgt af endelsen "-søn" eller "-datter". For eksempel Runessøn eller Runesøn, ligeledes med -datter.

## Det øvrige Norden
Også i Norge, Sverige, Island og på Færøerne er patronymer med -sen, -son, -dotter eller -dóttir (islandsk) udbredt. I Island kan personer, som ikke identificerer sig som mand eller kvinde (nonbinære personer) også bruge endelsen -bur, som betyder barn af. I Island findes der også matronymer, dannet af moderens fornavn. I Norge blev tidligere også gårdnavne anvendt som efternavne.
I 2022 ansøgte en gotlænding om at få ændret sit efternavn til et patronym med den gutniske endelse -dotri (i stedet for svensk -dotter), hvilket i første omgang blev godkendt af forvaltningsretten, men som den svenske skattestyrelse senere ankede. Appelretten gav dog i sidste ende borgeren medhold.